# 中越战争
中越战争，中国方面亦称对越自卫反击战，越南方面則稱北部邊界戰爭 (越南语：／) 或稱越中邊界戰爭（越南语：／），是指1979年2月17日至3月16日期間在中華人民共和國和越南社會主義共和國之間所发生的戰爭。宏观原因为中苏交恶、苏联同越南尝试推动的亚洲集体安全体系、中越两国的领土争议、南海岛屿归属问题及中越边境冲突，直接原因为越南入侵柬埔寨并推翻了红色高棉政权。中越战争亦是冷战時期社会主义国家间少有的直接热战。
中越战争以中方攻入越南北部領土，宣佈取得了勝利並迅速撤军为结束。开战后，中国人民解放军在短时间内攻占了越南北部20余个重要城市和县镇，一個月之内便宣佈取得胜利；随后中国人民解放军在对越南北部的基础设施实施了系统性的破坏后撤出越南。越南人民军在中方撤出之后也宣佈取得了戰爭的胜利。但是其後因為双方边境实际控制问题，又爆發了兩山戰役等後續冲突。中越战争结束后，中美關係進入蜜月期，中国也顺势开启改革开放。

## 對戰爭的稱呼
中华人民共和国官方称这场战争为中越边境自卫还击作战或对越自卫还击保卫边疆作战（广义上是指1979年到1989年近十年间的中越边境冲突），中国大陆民间多称这场战争为对越自卫反击战、自卫反击战，部分资料称南疆战争、南疆保卫战或懲越戰爭。
越南社会主义共和国称这场战争为反中華扩张主义战争（越南语：／）、1979年北部边界战争（越南语：／）或越中邊界戰爭（越南语：／?）。
国际上则称这场战争为1979年中越战争或第三次印度支那战争，尽管严格意义上而言这场战争只是第三次印度支那战争的一部分。

## 背景

### 战前中越关系
法越戰爭（1945年－1954年）中，中华人民共和国與越南民主共和国（北越）有着近似于同盟的关系，雙方都反對当时统治越南的法國政权。在越战（1959年－1975年）期間，中國和蘇聯都向北越提供了援助，共同對抗美国。
1969年3月中蘇爆發珍寶島冲突，可能引发大规模战争。此后，中国与苏联持續处于敌对状态，而中美关系則开始正常化。1978年6月29日，越南加入以苏联为首的经济互助委员会。出于牵制中國的目的，1978年11月3日，苏联与越南签订了带有军事援助性质的《苏越友好合作条约》，支持越南在中南半岛的扩张。
1975年越南統一后，越南決定與蘇聯發展更為親密的外交關係，从而开始与中国疏远。高层方面，越共中央親華派如長征、武元甲逐漸不再被重用，以越共中央总书记黎笋为首的亲苏派掌权，而早在1960年越南勞動黨三大时黨章中关于毛澤東思想的内容也被删去。
为了制止越南出兵柬埔寨，由华国锋担任军委主席的中国共产党中央军事委员会于1978年12月7日召开会议通过当时在任的军委副主席兼总参谋长邓小平建议，并于8日下达了对越作战的决定和命令，命令以昆明军区和广州军区部队以及各大军区抽调部队组成云南边防部队和广西边防部队，攻击大量越南北部城镇，消灭越军在北方的有生力量并以减轻赤柬承受越軍的攻击压力。
1979年，人民日报报道，越南多次在中越边境挑衅，造成流血事件。

### 越南华侨
1975年北越取得越南战争胜利统一越南之后，将南方的私人企業收歸國有，致使不少华侨华裔财产被没收，并受到残酷的政治压迫，许多平民遭到秘密逮捕和肆意杀害，迫使许多人抛弃财产甚至携家人逃亡。在一些“战略要地”，华人要接受无穷无尽的“忠诚测试”，甚至被驱逐离开越南。越南国内的排华事件频频发生，华侨的正常生活受到了严重影响，直接導致大量越南華裔返回中国。1978年8月25日，正值中越双方就华侨问题举行副外长级别谈判时，中越边境发生“友谊关事件”。当日上午十时左右，越南出动军警拆除友谊关越方一侧的难民草棚，并殴打、驱赶华侨。中国官方统计称此次事件造成四人死亡，十人受伤，其中九人重伤，并致使1,600余名华侨从友谊关逃入中国境内，另有“数百名”华侨从山地逃入中国境内。由於無法容忍越南當時這種反華行為，中国一方面對於越南發出譴責，另一方面接收了大量淪為難民的越南華裔。中国以需要安置难民为理由之一减少对越援助，此举亦增加了越方的不满。
聯合國難民署估計，1970-1990年代間，逃出越南的船民介於100萬至200萬之間，其中約20萬至40萬船民被海盜殺害或者葬身怒海。1975年至2005年，香港共接收了23萬多名越南難民和船民，其中14多萬名越南難民移居海外，遣返6.7萬多名越南船民並永久安置了近1.6萬名越南難民。1978年到達香港的難民中大約有六到七成是越南華人。1979年，華人難民的比例已接近80％。

### 南海诸岛领土纠纷
现中越雙方的陸地疆界長達1,300公里。1885年前，中越属于宗藩关系，并未划定准确的陆地边境线，仅以地理习惯划分管辖区域。但中法战争后中国将越南的宗主权转于法国，这使中越陆地边境线必须明确化。在随后中法陆地划界中部分战前属于越南管辖的区域被归入中国，这成为中越两国陆地领土纠纷的源头。至于南海诸岛，当时中法均认为不属于越南（法方认为是无主岛屿），两国划界时未涉及。中国虽然声称对南海诸岛拥有主权，但长期以来并未对这些岛屿拥有完全的实际控制权，而且许多中国古代地图只显示南端是海南岛，而非南海诸岛。 相比之下，从黎朝到阮朝，越南几乎一直出现在南海岛屿上，这一点在越南和外国专家自17世纪到19世纪末绘制的古代地图上得到了证明。 
1930—1933年，法国先后侵占南海九岛。1933年7月19日，法国对外宣布占领南海九岛，后将其归入法属印度支那管辖。中华民国海军海道测量局完成实地测量后，于1935年4月水陆地图审查委员会会刊第二期专门绘制《中国南海各岛屿图》，确定了中国南海最南疆域线至北纬4°，把曾母暗沙标在了疆域线之内。
1940年，日本帝國乘二戰欧洲戰場法國被納粹德國擊败之机会将法国驱逐，将南海诸岛归入日属台湾管辖。二战结束后，中国于1946年收復南海诸岛。1954年第一次印度支那戰爭之后，越南分裂。当时南方西贡政府声称对南海诸岛拥有主权，并派兵占领西沙、南沙部分岛屿。
1958年9月4日，中華人民共和國政府發表聲明，宣佈中國的領海寬度為12海里，明確指出：“這項規定適用於包括西沙群島……在內的中華人民共和國的一切領土”。9月6日，越南勞動黨中央機關報《人民報》在第一版全文刊登中华人民共和国的領海聲明。1958年9月14日，越南政府總理文同照會中華人民共和國國務院總理周恩來，鄭重表示：“越南民主共和國政府承認和贊同中華人民共和國政府1958年9月4日關於領海決定的聲明”，“越南民主共和國政府尊重這項決定”。但时至今日，越方不认为这是合法的承认，因为越方认为中方有意调整信函的信息以服务于自己的目的。
1972年5月越南總理府測繪司印製的《世界地圖》，為黃沙群島標註了中文名稱。越南教育出版社1974年出版的九年級《地理》課本《中華人民共和國》一文中寫道：“从南沙、西沙各岛到海南岛、台湾岛、澎湖列岛、舟山群岛，……这些岛呈弓形状，构成了保卫中国大陆的一座‘长城’”，指出了該島礁的地理特徵。书中此前还指出，“如果包括海南岛，最南点是北纬18°”。
1974年西沙海戰後，中華人民共和國獲得西沙群岛控制权。1975年，越南统一，河内政府接收原西贡政府控制下的南海岛屿，其对南海诸岛的归属权的官方立场亦开始改变。1978年9月起，中越雙方开始相互指责對方軍队越界。

### 柬越战争
虽然越南和红色高棉曾经有过合作，但是当柬埔寨共产党总书记波尔布特建立民主柬埔寨政权后，开始实施整肅與屠殺，其执政期间，红色高棉试图逐步将柬埔寨改造为不分任何阶级的社会，将所有城市居民强行驱赶至农村，实行恐怖统治和全国大清洗，屠殺平民約兩百萬人。越南則指責红色高棉政权屠殺居柬的越南人，且入侵越南領土，故兩國关系开始恶化。
1978年5月，在巴祝大屠杀发生后，大清洗激发了反波尔布特的起义，被镇压后，流亡者在越南成立了“柬埔寨救国民族团结阵线”，领导者是红色高棉曾任师长、省委书记的高层领导人韩桑林。1978年，苏联和越南签订友好同盟条约；同年12月25日，10万经历越战洗礼的越南志愿军发动势如破竹的进攻。1978年12月，越军进攻柬埔寨，并于1979年1月7日攻占首都金边，推翻了民主柬埔寨，成立了柬埔寨人民共和国。

## 战争准备

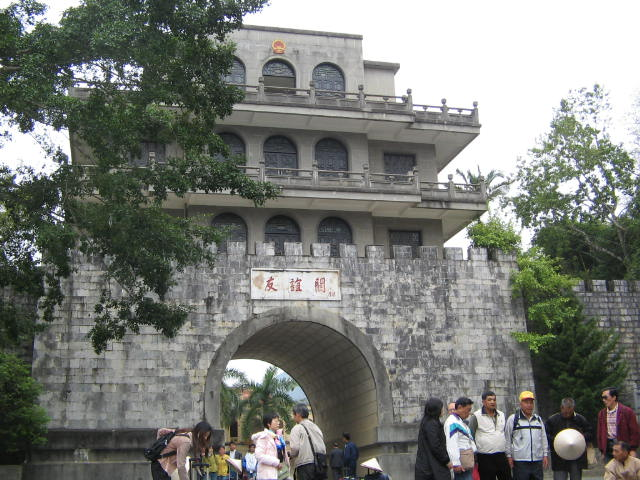
广西中越边境标志：友谊关，东线解放军通过友谊关攻入越南。

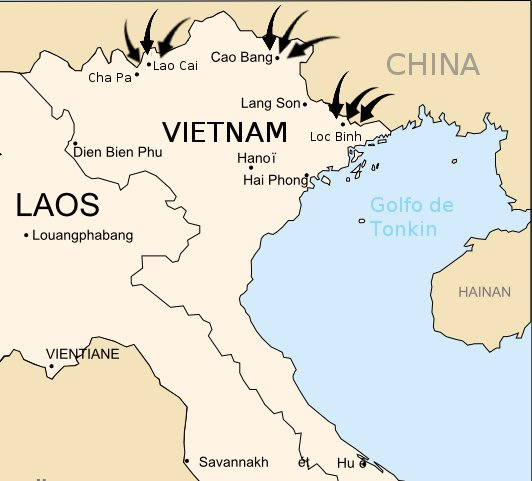
解放军初期攻势

越南老街省，与中国云南省相邻，西线解放军开战后首先攻入越南老街。

在1978年12月7日，由华国锋担任军委主席的中国共产党中央军事委员会在人民大会堂召开扩大会议，中国决定对越南诉诸战争。12月8日，中央军事委员会下达战略展开命令，“为了支援柬埔寨人民反对越南侵略扩张的正义斗争，打击越南的反动气焰，牵制越南侵略行动，争取我国边境的和平稳定”，命令广州军区、昆明军区的参战部队及配属部队，从秘密机动转为公开集结，迅速将乙种部队补充人员、装备扩编为战时甲种部队，尔后向指定地点开进集结，至1979年1月10日前完成一切战斗准备工作，等待中央军委的命令执行对越机动作战任务。预计在东西两线集结6个野战军，以越北边境浅近纵深的县级城镇为目标，“用3-5天时间歼灭越军1-2个师，速战速决，震慑越南的气焰”。同时，为防止苏联在北方可能采取的武力援越行动，与苏联、蒙古接壤的沈阳军区、北京军区、兰州军区及新疆军区均进入临战状态，这四大军区的乙种步兵师补充人员装备扩编为战时甲种师，各野战军离开营区进入野战地域。
越南在1978年12月25日发动大规模侵柬战争后，中共中央军委于12月31日再次召开作战会议，决定扩大对越作战规模，全线增加3个野战军投入作战，将进攻目标由边境县级城镇升级到省会城市，时间延长到15-20天，消灭越军3-5个师，加大对越南的有限惩罚力度。广州军区和昆明军区奉命重新制订作战计划，调整兵力火力部署，所属参战部队于1979年2月15日前完成了一切作战准备工作。东西两线的7个野战军另2个军区独立师、2个地面炮兵师、3个高射炮兵师、2个铁道兵师、2个通信团、2个防化团、空军航空兵13个师加3个独立团另10个大队全部进入待命地点（开战后又相继加入2个野战军的7个步兵师）。（另空军航空兵奉命出动各种飞机700余架，在中越边境地区加强巡逻警戒，随时准備消滅進攻中國本土的越南軍隊，一般情况下不进入越南境内作战，同时积极做好支援地面部队作战的准备；空军高炮和地空导弹部队也同时完成战术部署，担负中国境内的机场对空保卫任务；海军南海舰队组建了一支代号为217的合成舰艇编队，在川岛以西各港口集结各型舰艇120余艘和海军航空兵作战飞机170余架待命，随时准备打击苏越攻入西沙群岛，以及破坏中国海上钻井平台，空袭中国沿海港口和重要设施的行动。）
昆明军区临阵易帅，奉中共中央军委命令，武汉军区司令员杨得志与昆明军区司令员王必成对调职务。1979年1月7日中午，杨得志飞抵昆明上任，与王必成进行了工作交接。当天下午，杨得志就飞去了设在开远的昆明军区前进指挥部视察，听取了前指领导关于作战准备情况的汇报。在昆明军区的40多天里，他做了大量的战役准备工作，开战后又在开远前指日夜关注战局，运筹兵力调配，实施各种指挥。2月25日夜，杨得志突发急病，26日即被专机秘密接回北京治疗。昆明军区副司令张铚秀被任命为代理司令员，与军区第一政委刘志坚、副司令员查玉升等人继续指挥西线的对越作战。
1979年2月12日，中共中央军委下达《中越边境自卫还击作战命令》，决定于2月17日拂晓，从广西、云南方向同时发起对越作战。1979年2月17日，《人民日报》发表了一篇访问记《是可忍，孰不可忍——来自中越边境的报告》，实际上是对全世界宣布了中国的最后抉择。
对于本次戰爭的起因，中國中央人民廣播電台表示：
|  | 越南政權三番四次挑起邊界事端，嚴重地騷擾了中國邊民的日常生活和生產活動，中國一再發出警告，越方卻置若罔聞，一意孤行，中國政府在忍無可忍的情況下，被迫發動邊界自衛反擊戰，對越南實行懲罰。 |

而越南的河內之聲廣播電台，則指责「北京擴張主義集團」，稱：
|  | 北寇（指位於越南北方的中國）妄圖侵占鄰邦的領土，以遂其稱霸亞洲的狂妄野心，（越南共產黨）黨中央和政府號召全體軍民再次奮起反抗外族侵略。 |

### 中方作战计划
战争分别由中國的西线云南省和东线广西壮族自治区两个作战方向，分为三个阶段进行。云南方向作战前期由杨得志，后期由张铚秀指挥；广西方向作战由当时的广州军区司令员许世友指挥。总共动用了9个军29个步兵师（分别为：陆军第11军、第13军、第14军、第41军、第42军、第43军、第50军、第54军、第55军及第20军第58师、广西军区独立师、云南省军区独立师、广西军区2个边防团另1个边防营、云南省军区4个边防团另3个边防营）、2个炮兵师（炮1师、炮4师）、3个高炮师（高炮65师、高炮70师、高炮72师），以及铁道兵、工程兵、通信兵等兵种部队，约22万人，在约500公里的战线上对越南发动了突襲。
越军以一线的6个步兵师（第3、345、346、316A、338、325B师）、10余个地方团、20余个独立营及4个炮兵团应战，后期又陆续加入步兵327、337师和若干独立团、独立营、特工营、炮兵、工兵、通信等单位，参战正规军在10万人左右，此外还有数量庞大的武装民兵配合作战。
中國人民解放軍战役部署：以第41军、第42军、第43军、第54军、第55军和第50军（欠第149师）为东线兵团，由许世友指挥，从广西方向出击；以第11军、第13军、14军和第50军第149师为西线兵团，由杨得志、张铚秀指挥，从云南方向出击。

## 过程

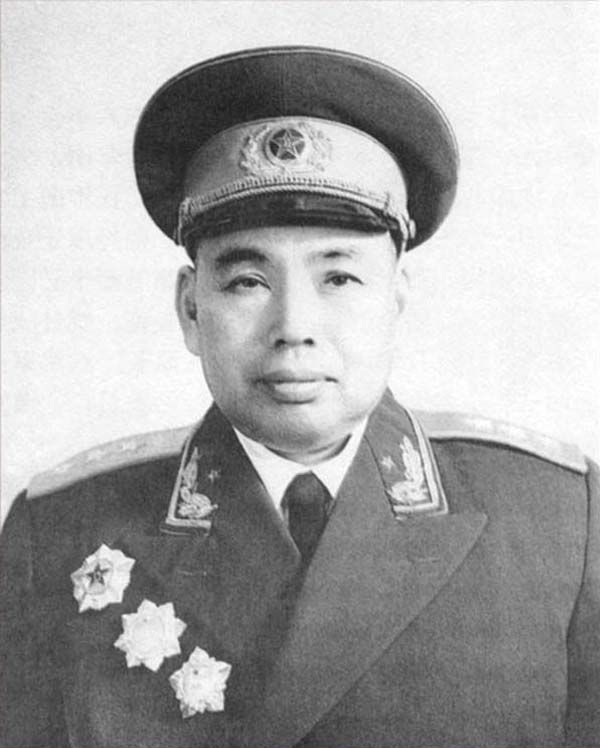
解放军东线指挥许世友上将

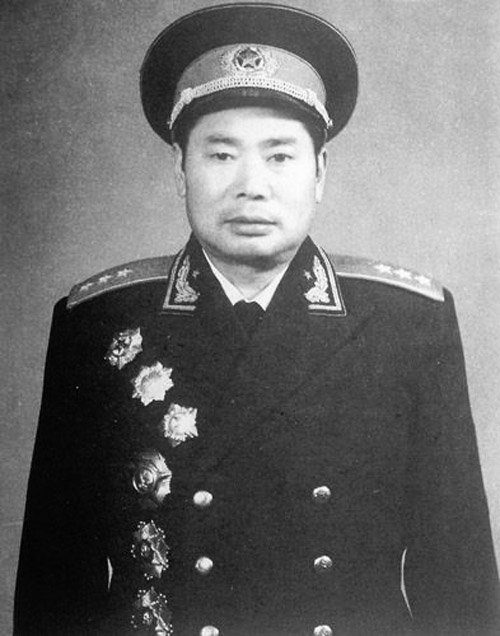
解放军西线指挥杨得志上将

### 第一阶段：1979年2月17日－1979年2月26日
1979年2月17日，中國人民解放軍东线4个军及大量配属保障部队近12万人在许世友指挥下分14路进入越南境内。3小时后，北集团突破莫隆，消滅越南一個独立营，向通农县前进。41军122师从广西平孟方向攻击朔江，41军123师368团从靖西方向进攻茶岭，42军125师从广西水口关方向进攻复和。同日，西线3个军及配属保障部队10余万人在杨得志指挥下，从云南边境的三个方向攻入越南。战争正式爆发。当日，东线41军从那坡、靖西出击。121师向班庄、123师主力向扣屯方向实施长途穿插作战，123师368团向茶灵方向实施牵制性攻击。122师从平孟、孟麻出击，包围朔江地区的越军。42军从龙州出击。126师配属43军坦克团从布局关出击，大出越军意料，迅速占领东溪，打开了突破口。124师随其后进入战斗，沿4号公路直插高平，125师进攻复和。129师当日攻占班腮和靠矛山地区。55军向同登、坂然进攻。43军主力从爱店出击，进攻禄平。广西军区独立师攻占越南广宁省保肯、比劳地区。同日凌晨，西线第11军从云南金平县出击，攻占越军第一线据点西罗楼、巴楠棍、布多等地。13军偷渡红河后出动炮兵群炮击谷柳外围诸点，突破越军第一线防御。14军向老街、班菲、拔坡、班老、孟康、发隆同时发起攻击。:306-307
2月18日，东线41军121师继续向班庄穿插，122师与朔江越军激战，123师主力继续向扣屯穿插，123师368团攻占了八达岭和八姑岭。42军124师夺取了弄梅隧道。55军164师攻占坂然，163、165师继续围攻同登越军。越军向探垄发动了团级规模反击，被163师488团击退。127师攻占支马、龙头地区，128师攻占长条山。西线13军37师攻占谷柳后山以北地区，38师歼灭壩洒地区越军，39师进攻岳山和谷珊西山的越军。14军进攻红河东岸的越军，40师主力攻占老街周围各个要点，41师攻占猛康、发隆外围阵地，42师歼灭了拔坡、班老地区的越军。:306-30711军攻歼了封土当面巴南棍、老虎充、麻栗坡一线阵地的越军。
2月19日，东线41军121师插到班庄，122师部队突襲並佔領了河广縣長白山。42军穿插高平，124师攻占博山，125师攻占复和。54军162师从水口出境作战，接替125师继续进攻复和。43军转入巩固已占领地区。西线13军37师发动夜袭攻克谷柳、保胜，39师攻占了岳山防线。14军40师攻占越南黄连山省省会老街市，41师攻占孟康。同日55军163师开始攻击同登地区的鬼屯炮台、339高地和探某地区，同时展开对占领地区残余越军的清剿。:307
2月20日，东线41军123师1个营插到扣屯，122师继续向朔江突击，42军124师推进到高平外围，54军162师在平江上架桥成功。55军继续围攻防守鬼屯炮台、339高地和探某的越军。西线13军进抵北瓜姚、登朱、登尚一线，14军全歼发隆地区之越军。
2月21日，东线42军扫清了高平外围的主要据点，55军攻占了鬼屯炮台。2月22日，东线41军122师占领高平省河广县县城朔江，123师攻占了河安。西线13军39师一部抢占代乃，切断了10号公路。11军31师一部插到巴沙山口侧后，切成了攻击山口的有利态势。
2月23日，东线55军攻歼了探某、339高地的越军，全部攻占了同登，全歼越军第3师12团主力。西线11军攻占巴沙山口，13军37师、38师分两路对甘棠构成钳形攻势，39师坚守代乃阻击越军增援甘棠，越军316A师发动多次猛烈进攻，无法突破解放军防线。14军40师主力进攻龙徽、朗忠等地，41军向郭参穿插，42师攻占班甘以东地区。
2月24日，东线42军占领越南高平省省会高平市。西线14军40师抢占朗洋，攻克班罗，41师进至东家。
2月25日，东线41军、42军开始对高平地区残敌进行清剿。西线13军攻占黄连山省重镇甘棠。:307

### 第二阶段：1979年2月27日－1979年3月5日
2月27日，东线55军从多个方向猛攻諒山市，经过2天战斗基本扫除了外围的防守越军，直逼谅山市区。西线50军149师也分多路向沙巴越军发起穿插进攻，双方沿10号公路南北地区持续激战。
3月1日9时30分，东线55军集中了19个炮兵营的306门火炮，对谅山市内33个重要目标进行了猛烈的火力急袭。30分钟内发射炮弹9900多发，谅山市区的军营、火车站、汽车站、发电厂、邮电大楼、省府大楼、市府大楼、公安厅、国际旅行社等主要建筑物、军政设施被打得千疮百孔，谅山对外的通信、交通、供电中断，整个城市陷入瘫痪。越军一不明单位用无线电明语向河内总参报告说：“敌人从上午8时30分（河内时间）开始炮击，火力非常厉害，简直不可想象，炮声隆隆，从未见过这样猛烈的炮火，炮弹一直不停地轰，数不清有多少发，所有的道路都被他们封锁了，我们简直无法抵挡，要撤退只有爬山。”炮击停止后，中国军队向谅山市区发起猛攻，战至3月2日中午12时，全部攻占了谅山北市区。3月2日，54军162师攻占越南高平省广渊。:307
3月3日，东线广西军区独立师攻歼了广宁省横模地区越军。西线11军31师攻占封土，50军149师占领越南黄连山省重要避暑胜地沙坝，14军攻占铺楼、郭参。东线，42军124师攻占茶岭，54军161师攻占脱朗。:307-308
3月4日，东线55军打过淇穷江，当天攻占谅山南市区，最远向淇穷江以南推进了5公里，与攻占迷迈山的43军127师共同形成了威逼河内的态势。:308
3月5日，东线42军126师攻占下琅，广西军区独立师攻占广宁省高巴岭。当日晚，中國宣布已達到惩罚作战目的，開始从越南撤軍。晚几个小时后，越南宣布全國總動員令，表示要抵抗到底。:308

### 第三阶段：1979年3月6日－1979年3月16日
从3月6日起，中国軍队以交替掩护，边清剿边撤退的方式，开始撤退。此期間中國軍队将大量民生工礦物資运回國（其中大多数为中国无偿支援越南的物资）。
在撤军过程中，中國军队有计划地摧毁了越北地区的大量越南军政设施，以破坏其战争潜力。3月12日，东线谅山方向中国军队率先完成撤军。3月13日，西线云南方向的中国军队全部撤回了国境线以内。东线高平方向的中國军队繼續回撤，並在撤退路線上鋪設地雷，以远程砲火掩護撤軍，导致越軍無法发动大規模追擊行動。3月16日22时20分，最後一輛軍車回到中国領土，东线中国军队完成撤军。同日，中國宣布完成撤軍行動，戰爭結束。5月30日，东线以许世友为总指挥的广州军区前进指挥部从南宁班师回到广州。:308
中國官方未发表伤亡人数。越南官方亦未正式发表伤亡人数，僅於官方《人民报》上罗列了中国军队在撤退时对攻占过的城镇做出大规模破坏的项目，包括基础设施和礦廠等。

## 结果与影响
由於雙方在戰場上沒有使用空、海軍直接交戰，僅限於地面部隊作戰，不同於一般戰爭，加之，中國邊防部隊已多年沒有打過仗，部隊絕大多數中下級指揮員缺乏實戰經驗，特別是「文化大革命」中遭受干擾破壞，部隊訓練少，軍事素質差，在戰鬥中也暴露諸如指揮失當，協同失調，編制不合理，武器裝備不配套等問題；但通過實戰，解放軍在戰役指導、戰術運用、指揮協調、組織各種保障和民兵參戰支前等方面，取得一些可貴經驗，對加強中國人民解放軍改革有重要意义:411

### 双方伤亡
根据后来昆明军区后勤部编写的《对越自卫反击作战工作总结》：1979年2月17日至3月16日，广西、云南参战的解放军、支前民兵共6,954人死亡，14,800多人受傷；而副總參謀長伍修權在會見法國軍事代表團時透露，越南傷亡5萬人，中國傷亡2萬人。2月17日至2月27日越军約15,000人死亡，2月28日至3月16日越军約37,000人死亡，预计越方总死亡人数共超过80,000人。

### 領土變更
中國軍隊佔領了越南一些戰略山丘和陣地，例如越南最北端的象徵友誼關和板約瀑布的一半 。在經過2000年中越邊界條約後，中國永久取得這些約80平方公里的土地。

### 遣返战俘
为推动中越政府副外长级谈判，1979年5月21日中国政府委托中国红十字会在友谊关至同登公路零公里处单方面释放首批越南被俘伤病员120人，将《交接越方被俘武装人员名册》一份和《俘虏残废证明书》四十一份交给越南红十字会代表团。越南红十字会代表团将定于今天释放的四十三名《被俘的中国士兵和伤病员名单》（越文）一份，交给中方红十字会代表团。释放时，中方用十多辆救护车和客车把这批越方被俘武装人员伤病员从开到凭祥市隘口车站的柳州铁路局铁路卫生专列上接运到友谊关口，遣返的越方被俘武装人员下车后，十二时四十分步行或用担架抬至零公里处，由越南红十字会代表团接收。越方红十字会代表在交接书上签了名。应中国红十字会的邀请，红十字国际委员会代表多米尼克·保海尔当天到零公里处现场，观看了交接过程。释放越方被俘武装人员后，中方红十字会代表接收了越方释放的被俘中国伤病人员四十三名。中方驻友谊关边防部队在零公里处中方一侧公路地段进行了排雷和撤除障碍物，保证双方遣俘时，获释的被俘人员和红十字会代表在中方一侧的安全。5月22日中越双方红十会代表团在友谊关举行第一次会谈，就释放第二批战俘、举行第二轮会谈的时间、内容达成协议。5月26日双方红十字会举行第二轮会谈。

### 对中国的影响
短短一个月的战争，中方伤亡人数达到2—3万人，并直接造成经济损失约35亿人民币，导致当年（1979年）经济计划未能按时完成。但是通过对越战争，中国达到了预期的惩罚性作战目的，摧毁了越南北部的工矿业。此外打乱了苏联和越南的战略部署，藉此战争争取到了改革开放的宝贵时机。張曉明更指中越戰爭是中國向美國交心的「投名狀」，以行動證實中蘇徹底決裂，彰顯「聯美抗蘇」的決心，使得中美建交后两国关系快速进入一个近十年的黄金时期，中国获得进口大量西方投资和技术的时机，直到1989年六四天安门事件中美关系才重新交恶。
通过随后十年的边境轮战，解放军培养了一批优秀的基层指挥人才，锻炼了部队的作战能力。同时，这场战争中国军队也吸取了诸多教训：因为长期没有战斗，解放军部分军官军事技能不强，在作战时指挥不力；59式、62式坦克不适合在山地配合步兵作战，在战斗中被击中损失数量極多；56式半自动步枪在丛林战和近战中火力不如越军装备强大；没有军衔制导致部队在战场临时重组时不能迅速确定指挥关系；缺少能够保护步兵的装甲运兵车和步兵战车，使得步兵不得不搭载坦克外表代步行进因此易受攻击等问题都在战争中暴露出来。

### 对越南的影响
对越南方面来说战争的傷害是持久的。中国军队进入北越的工业区，在撤退回国的过程中运走了大量越南公私部門物資，包括大批此前援助越南的物資，并对越南的村庄、公路、铁路和基础设施施行完整且系統的破坏。越南记录的损失包括了428家医院、735所学校、8万顷农田被毁和40万头牛被抢走或杀掉，《对越战争亲历记》中甚至夸张的描述“连越南的牛见了163师的官兵都跑得远远的”。来自中国的战略威胁迫使越南长期保持相当大规模的陆军（共120万）处于备战状态无法从事生产，对越南国内经济造成了拖累，错失了经济改革的机会。尤其是连年战事逼迫越南不得不把重心用來防禦北方，從此無法再進行干涉其鄰國政局。
越南民间据说有数千平民遇害，而傷亡嚴重的原因据当年老兵记载：中国军队撤退时，无数越南男女军人都伪装成无武装的越南百姓对解放军进行不间断的偷袭，导致中国军队分辨不出是普通百姓还是越军民兵，造成大量误伤，因此采用总体战策略将所有越南人都预先视为作战人员对待。这反而造成了越南百姓更加仇恨华人。這場戰爭加剧了越南对在越華裔的民族歧视，许多人被迫移民。他們之中很多人被迫成為難民逃難，部分逃難到香港，而最終移居到澳洲、西歐或北美的其他華裔社區，其余大部分華裔回到中國大陸境內定居。大约八万汉族以及苗族被从越南北部强制驱离到越南南部。
战后因受战争影响，加之黄文欢出走北京，越南共产党开始了对党内亲华派的清洗，估计共有20468名越共党员受牵连而被开除党籍。越南在国际关系上也开始愈加依赖苏联支持，直到1991年苏联解体使得冷战结束，中越关系才开始有所回暖。

### 世界各国态度
1979年2月22日，新华社汇总了各国对中越战争的态度：
| 态度                                                     | 国家 |
| -------------------------------------------------------- | --- |
| 谴责中国，支持越南，並要中国撤军及停火                   | 苏联、 古巴、 波兰、 东德、 捷克斯洛伐克、 匈牙利、 保加利亚、 阿尔巴尼亚、 蒙古人民共和国、 阿富汗、 南也門、 埃塞俄比亚、 安哥拉、 莫桑比克、 剛果人民共和國和 柬埔寨人民共和國，包括了苏联及其大部分卫星国。 |
| 对中国表示遗憾，要中国撤军                               | 、 印度 |
| 反对中国及越南的军事行动                                 | 瑞典、 加拿大、 新西兰 |
| 要求中国从越南撤军、越南从柬埔寨撤军                     | 日本、 泰國、 马来西亚、 新加坡、 印度尼西亞、 菲律賓、 伊拉克、 芬兰、 挪威、 英国、 荷蘭、 義大利、 南斯拉夫、 罗马尼亚、 美国、                                                                              |
| 对中国和越南都表示遗憾、希望越南和柬埔寨都能支配自己命运 | 西德、 奥地利、 瑞士、 比利时、 盧森堡、 法國、 愛爾蘭、 西班牙、 希腊 |
| 呼吁谈判解决问题                                         | 、 賽普勒斯、 丹麦、 冰島、 埃及、 利比亚、 马达加斯加 |
| 公开声明不表态                                           | 葡萄牙 |
| 仅谴责越南                                               | [ 53 ] |
| 支持中国，谴责越南                                       | 民主柬埔寨 |

## 后续

### 中越十年边境冲突
中国军队撤军后，越南军队又相继占领了中越边境许多骑线点，并占领了老山、者阴山等地区，在中国邊境頻繁活動。1979年中越战争结束后，越南和中国又在中越边境發生了数千次的衝突，均以中国军队获胜為結，越军傷亡1,800余人。1980年10月至1981年5月，昆明军区司令员张铚秀奉命率领昆明军区军队对佔領云南省罗家坪大山和扣林山的越军进行攻击，中国军队占领罗家坪大山和扣林山，越军200余名士兵死亡。 此后，中国方面又经过精心的准备，于1984年4月发动了争夺老山和者阴山的兩山戰役，经过三年的反复战斗，中国军队获得战争胜利，并最终收复这两个地区，包括一些山峰。

### 中越关系正常化
1986年，越共中央总书记黎笋去世，长征接任总书记重新掌权，面对战略失误导致的严峻社会经济危机和孤立的国际环境，越共第六次全国代表大会确定了新的发展路线和战略方向。1989年，越南从柬埔寨撤军，中越边境的战事终于逐渐结束。1990年北京亚运会召开，越南部长会议副主席武元甲大将作为越南政府代表出席亚运会。1991年苏联解体，越南失去支持，并被国际孤立；中国在1989年六四事件后被国际制裁，与美国关系降至冰点。1990年9月，越共中央总书记阮文灵和部长会议主席杜梅访问中华人民共和国四川省成都，与中共中央总书记江泽民和国务院总理李鹏就中越关系和柬埔寨问题进行会谈。1991年11月，越共中央总书记杜梅和越南部长会议主席武文杰正式访中，会见了中共中央总书记江泽民和国务院总理李鹏。两国领导人发表联合公报，宣布中越关系实现正常化，结束了长达13年之久的两国关系对立状态。两国政府很少提及当年的军事冲突。今天越南仍然維持著龐大的陆军。
在经過多年谈判之後，中国和越南先后签署了陆地边界条约以及北部湾海上边界协定，勘定了两国的陆地和部分海上边界。陸地邊界發生調整，導致越南將在戰鬥中失去的部分土地，例如友誼關和板約瀑布的一半，在2000年中越邊界條約後，歸給中國約80平方公里，尤其是作為越南與中國傳統邊界標誌和入境點的友誼關（越南稱南關）。在越南社會引起廣泛的不滿，因為越南有一句俗語：“越南從南關到金甌角”，然而現在整個友誼關都在中國領土內。另外两国在西沙群岛和南沙群岛的海上边界争议仍然没有解决，直到现在，越南和中国仍然持续在其占据的南海岛礁上填海造地，并时常发生海上争端。

### 纪念
20世纪80年代的越南广播电视幾乎每天播放歌曲《邊境上空的槍聲》和《越戰英雄黎庭征》，學生們被要求學唱，而且要在不同場合演出，现在已經不再播放，越南政府被认为想讓人們遺忘这场战争。中國政府不再对这场战争做任何宣传，但也沒有壓制民間紀念。

## 分析

### 政治层面
英国媒体BBC推算：中國軍隊傷亡大約27,000人，越軍傷亡大約80,000人。有分析稱，中國是為了牽制推翻紅色高棉的越南。
2015年出版的美國空軍戰爭學院張曉明博士的《鄧小平的持久戰：1979年至1991年中越軍事衝突》一書认为，越方史料自我吹噓。鄧小平認為越戰後美國力量和影響下降。蘇聯經濟惡化，國內民族矛盾加劇，將在1985年發動對外戰爭。越南不顾中国抗美援越挑釁中國，应该懲罰。越南是苏联盟友，鄧決定聯美打蘇。與西方結盟可證明中國的價值，西方將以資金技術回報。邊境衝突使中國領導人共同支持鄧小平。“教訓越南”給越、蘇、美和其他國家發出了信息。越南繼續敵中亲蘇。西方在金融和技術上支持中國。美國得以集中資源擊敗蘇聯。邓小平鞏固權力，同時實施經濟改革。蘇聯与美中敌对陷入困境，越蘇都比中國困難。80年代末苏联無法再支持越南。越南只能轉向中國，中國從政治和戰略上打敗了越南。中國重創越南軍隊和经济。中國軍隊傷亡不理想但領導人可以容忍。解放軍缺乏情報，大批越南民兵參戰，中國軍隊未能發揮優勢，步、炮、坦克兵部隊協同合作差，指揮、控制和後勤支援系統過時。戰後，解放军開始改革應對蘇聯。1985年開始，中國專注打贏周邊高科技局部戰爭，將永遠不會再打一場只有陸戰的戰爭。1979年戰爭的教訓仍然適用於现在。中國未來也不會再針對鄰國使用武力。
章立凡认为实际上中越可能没必要打这场战争。但中国为了表示彻底和前苏联阵营决裂，所以打这场仗。但这是得不偿失的一场战争。它也暴露了中国军队的很多弱点。实际上它遭遇越南的顽强抵抗，而且代价也非常惨重。而且中国也死了很多战士。这场战争更多是拿军人的血换外交格局的重组。。
韩孝荣认为，虽然“自卫反击”的定性是否准确还可以商榷，但不能因此就断言越战老兵的牺牲并不值得。假如没有他们的牺牲，越南也许不会在黎笋去世之后不久就走上革新之路，同时谋求与中国关系正常化，并从柬埔寨撤兵。 而中国领导人可能不会意识到军事改革的紧迫性。当然，这一切如果能以和平的手段实现就更加理想。。

### 军事战术层面
历史上，中国人民解放军曾屡次与火力比自己强的对手交锋，因此长期以来使用三三制战术和穿插、迂回、包围等战术来抵消对手的火力优势。然而，这次战争的对手越南人民军在火炮的质量、口径与数量上均远逊于中国，而中国军队仍然以三三制战术等更适合游击战的战术来进行进攻，相当于放弃了自己在火力上的优势，转而同轻武器火力略胜于自己的越南人民军短兵相接，造成了大量不必要的伤亡。在意识到该问题后，解放军便在两山战役中更积极地使用炮兵。战后，中国也加大了对新式火炮和反炮兵雷达研发的力度。
此外，一些中国参谋人员不识地形图，只会按照比例尺直线距离换算并教条地使用“理论上的”行军速度计算部队的到达目标时间，导致许多部队在按预定路线行进时走上死路（如悬崖峭壁），贻误战机。

## 人物

### 中方
- 华国锋（中共中央主席、国务院总理、中央军委主席）
- 叶剑英（全国人大常委会委员长、中央军委副主席）
- 邓小平（国务院副总理、中央军委副主席、总参谋长）
- 徐向前（国务院副总理、中央军委副主席、国防部长）
- 许世友（广州军区司令员）
- 杨得志（昆明军区司令员）
- 张铚秀（昆明军区副司令员）
- 张万年
- 傅全有
- 吴忠
- 廖锡龙
- 李九龙
- 何其宗
- 李作成
- 张又侠
- 刘粤军
- 常万全
- 徐良

### 越方
- 黎筍（越共中央总书记、中央军委书记）
- 孙德胜（国家主席）
- 范文同（政府总理）
- 文進勇（中央军委第一副书记）
- 范雄
- 黎仲迅
- 黄扁山
- 麻永兰
- 阮海鹏
- 阮维商
- 武立
- 冯世才
- 黎威密
- 阮友安
- 洪新

## 紀念作品

### 中国大陆
中国云南电视台曾经就中越战争做出了系列纪录片。
歌曲
- 《再见吧，妈妈》1980、《相会在攀枝花下》1980、《 十五的月亮》1985、《血染的风采》1986、《热血颂》1991

电影
- 《铁甲008》1980、《自豪吧母亲》1980、《花枝俏》1980、《新兵马强》1981、《长排山之战》1981、《年轻的朋友》1981、《高山下的花环》1983、《大阅兵》1986、《雷场相思树》1986、《十五的月亮》1986、《女兵圆舞曲》1986、《战争让女人走开》1987、《他们正年轻》1987、《闪电行动》1987、《蛇谷奇兵》1989、《无影侦察队》1989、《芳华》2017

文学
- 《西线轶事》，中篇小说，1980徐怀中；《阮氏丁香》，《西线轶事》续篇，1981徐怀中；
- 《高山下的花环》，中篇小说，1982李存葆；《山中那十九座坟茔》，中篇小说，1985李存葆；
- 《穿越死亡》，长篇小说，2007朱秀海，获“第五届中国人民解放军文艺奖”。

电视剧
- 《凯旋在子夜》1987、《黑豹突击队》1988、《神风神龙》1989、《军魂》1991

### 香港
电影
- 《胡越的故事》（周润发演越南难民胡越、钟楚红演越南难民沈青等）1981、
- 《投奔怒海》（刘德华、钟楚红、林子祥）1982、
- 《爱人同志》（刘德华演香港记者、钟楚红演越南翻译、成奎安演解放军在越南俘虏）1989

歌曲
- 《这是爱》（泰迪罗宾原唱，夏韶声，张国荣等翻唱）。

### 越南
文学
- （二月之夜）、《 》（邻居的肖像）

歌曲
- 《Chiến đấu vì độc lập tự do》（争取独立和自由）、（路上再见）、《 》（40世纪的战斗）、《 》（眼睛里有子弹）、《 》（唱关于你的歌）

电影
- （地球母亲）、《 Thị xã trong tầm tay》（触手可及的城镇）、《 》纪录片（鲜花为你所在的土地带来焚香）

## 外部連結
- Global Security Analysis of the Sino-Vietnamese War（页面存档备份，存于）
- Order of Battle
- Air Power in the War
- G.D.Bakshi: The Sino-Vietnam War – 1979: Case Studies in Limited Wars
- 中央情报局报告: The Sino-Vietnamese Border Dispute （页面存档备份，存于） .1979-03-05 (解密於2002年6月，內有记录1978年间的中越边界冲突）
- 軍武次位 - 2019重談對越之戰（页面存档备份，存于）
- 外国专家点评中国对越自卫反击战的战略战术 (The PLA's war strategy and tactic in the eye of western experts)